# Panimerus hermelinus
Panimerus hermelinus är en tvåvingeart som beskrevs av Vaillant och Moubayed 1987. Panimerus hermelinus ingår i släktet Panimerus och familjen fjärilsmyggor.
Artens utbredningsområde är Libanon. Inga underarter finns listade i Catalogue of Life.